# Ömer Karş
Ömer Karş (* 24. April 1997) ist ein türkischer Eishockeyspieler, der seit 2024 erneut beim Buz Beykoz SK in der türkischen Superliga unter Vertrag steht. Sein Bruder Yusuf ist ebenfalls türkischer Nationalspieler.

## Karriere
Ömer Karş begann seine Karriere als Eishockeyspieler beim Erzurum Büyükşehir Belediyesi SK, für den er in der Saison 2012/13 mit erst 15 Jahren sein Debüt in der Türkischen Superliga gab. Nach dem Abstieg aus der Superliga 2014 spielte er bis zum Wiederaufstieg 2015 mit dem Klub aus Ostanatolien in der zweiten türkischen Eishockeyliga. 2019 wechselte er zum Buz Beykoz SK, mit dem er 2021 türkischer Meister wurde. Anschließend kehrte er für ein Jahr nach Erzurum zurück. Nachdem er die Spielzeit 2022/23 beim Istanbul Büyükşehir SK wechselte er zum Ligakonkurrenten Zeytinburnu Belediye SK, kehrte aber schon 2024 zum Buz Beykoz SK zurück.

### International
Für die Türkei nahm Karş im Juniorenbereich in der Division III an den U18-Weltmeisterschaften 2013, 2014 und 2015 sowie den U20-Weltmeisterschaften 2015, 2016 und 2017, als er zum besten Spieler seiner Mannschaft gewählt wurde, teil. 
Mit der Herren-Nationalmannschaft spielte er bei den Weltmeisterschaften der Division III 2016, als den Türken der Aufstieg in die Division II gelang, 2018, 2019, 2022, als erneut der Aufstieg gelang, und 2025. Bei den Weltmeisterschaften 2017, 2023 und 2024 spielte er in der Division II. Zudem vertrat er seine Farben bei den Olympiaqualifikationen für die Winterspiele in Peking 2022 und in Mailand 2026.

## Erfolge und Auszeichnungen
- 2015 Aufstieg in die Division III, Gruppe A, bei der U18-Weltmeisterschaft der Division III, Gruppe B
- 2016 Aufstieg in die Division II, Gruppe B, bei der Weltmeisterschaft der Division III
- 2017 Aufstieg in die Division II, Gruppe B, bei der U20-Weltmeisterschaft der Division III
- 2021 Türkischer Meister mit dem Buz Beykoz SK
- 2022 Aufstieg in die Division II, Gruppe B, bei der Weltmeisterschaft der Division III, Gruppe A